# 阿巴伯內爾猶太會堂

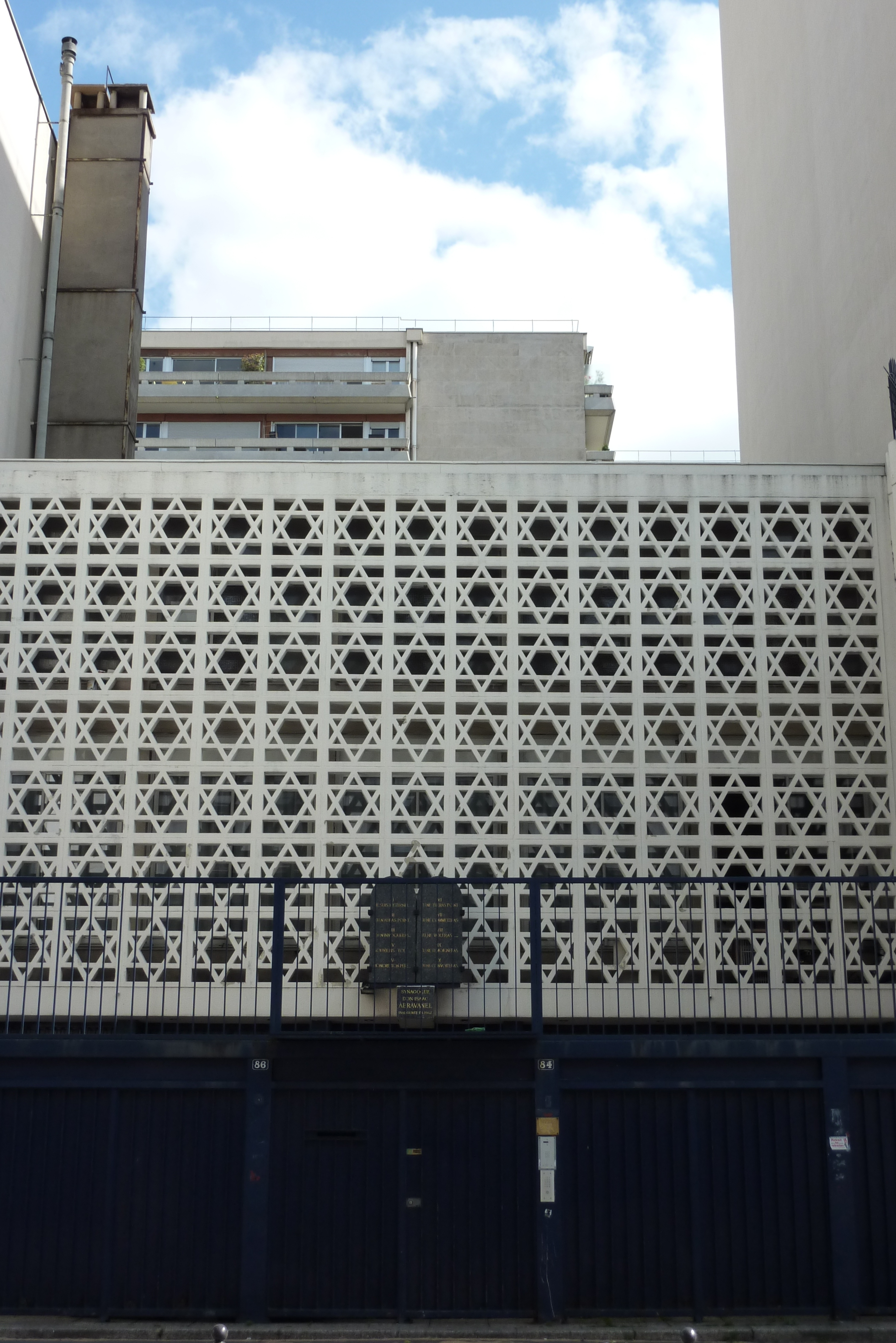
阿巴伯內爾猶太會堂

阿巴伯內爾猶太會堂（法語：Synagogue Don Isaac Abravanel），是法國巴黎的一座猶太會堂，位於巴黎十一區。這座猶太會堂修建於1962年，得名於阿巴伯內爾。